# Jeseník
Jeseník (en tchèque : Frývaldov jusqu'en 1948 ; en allemand : Freiwaldau) est une ville de la région d'Olomouc, en Tchéquie, C'est le chef-lieu du district de Jeseník. Sa population s'élevait à 10 456 habitants en 2025.

## Géographie
Faisant partie de la région historique de Silésie tchèque, Jeseník est située au centre du massif montagneux de Hrubý Jeseník, une partie du massif de Bohême, auquel elle a donné son nom. Au sud s'élève le mont Praděd à 1 491 m d'altitude.

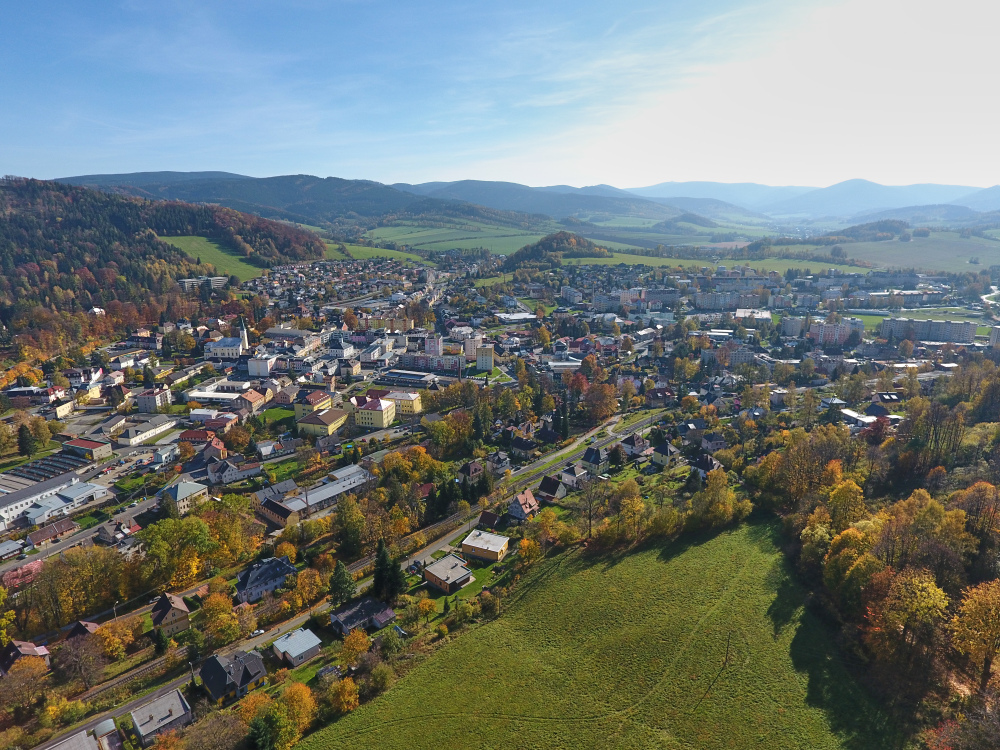
Jeseník : vue générale.

Jeseník se trouve à 71 km au nord d'Olomouc, à 123 km au nord-est de Brno et à 198 km à l'est de Prague.
La commune est limitée par Česká Ves et Mikulovice au nord, par Zlaté Hory à l'est, par Bělá pod Pradědem au sud, et par Lipová-lázně à l'ouest

## Histoire
La ville est mentionnée pour la première fois en 1267 au moment de la colonisation germanique de la région par les populations invitées par les princes-évêques de Wrocław, seigneurs de la principauté de Nysa. En ce temps, elle possédait déjà le droit de ville s'étendant également sur les faubourgs des environs. Au XIVe siècle, Freiwaldau devient un centre d'activités minières  avec des usines sidérurgiques exploitées par la famille Fugger. En 1506, elle obtient le statut de ville minière.
Au sein des pays de la couronne de Bohême, la ville faisait partie de la monarchie de Habsbourg dès 1526. Les Fugger vendent leurs biens en 1547 au prince-évêque Balthasar de Promnitz. Après la régression du domaine minier, le tissage du lin est devenu l'industrie principale. Située sur la route reliant la Silésie avec la Moravie au sud, la ville fut dévastée par des troupes de passage durant la guerre de Trente Ans. À la même époque,  s'est répandue également la chasse aux sorcières. Après la première guerre de Silésie et la conclusion du traité de Breslau en 1742, la région continue de faire partie de la Silésie autrichienne ; néanmoins, la délimitation des frontières entrave le développement économique.
La ville s'est surtout développée au XIXe siècle comme ville d'eau à la suite des efforts de Vincenz Priessnitz, qui y fonde le premier établissement d'hydrothérapie au monde. Le sanatorium et les pavillons thermaux portent son nom, celui de sa fille Caroline, etc. Jusqu'à la fin de la Première Guerre mondiale, Freiwaldau fait partie de l'empire d'Autriche, puis d'Autriche-Hongrie (Cisleithanie après le compromis de 1867), et le chef-lieu du district de même nom. En 1919, elle fut attribuée à la Tchécoslovaquie en vertu des dispositions du traité de Saint-Germain.

## Galerie

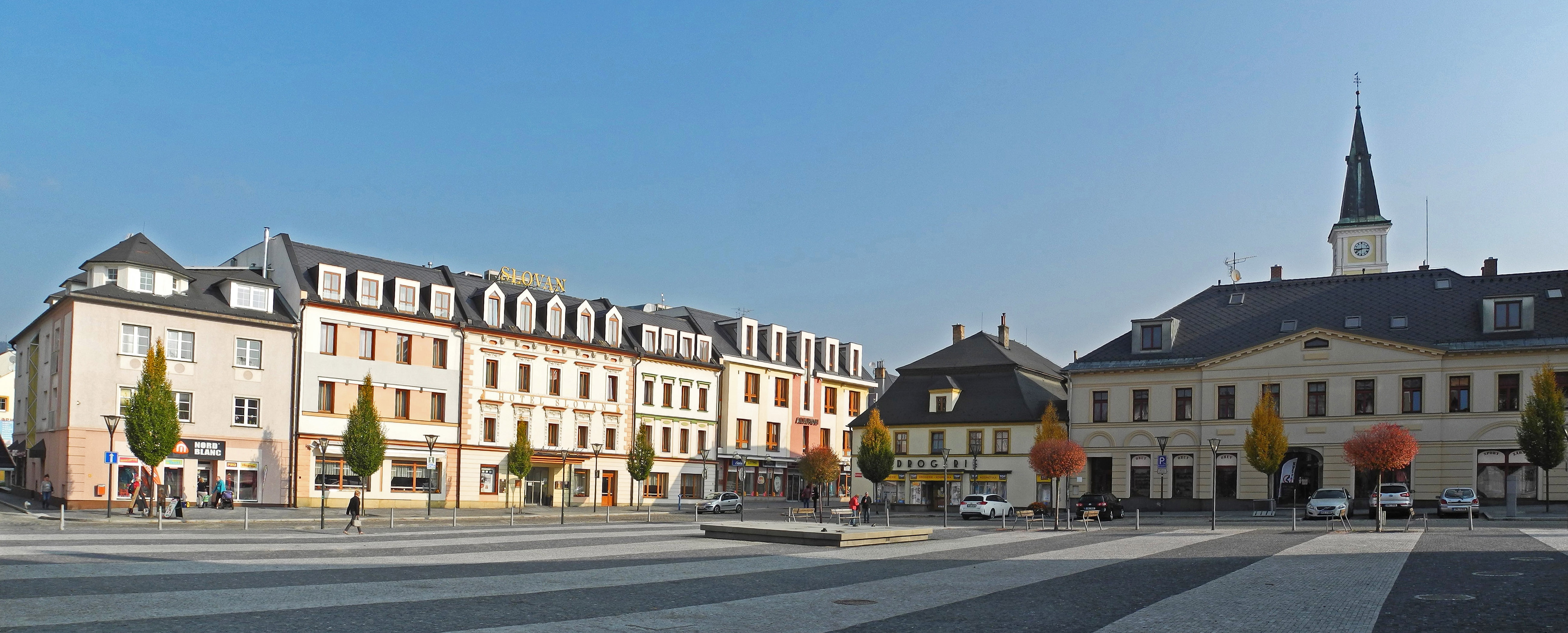
Place Masaryk.

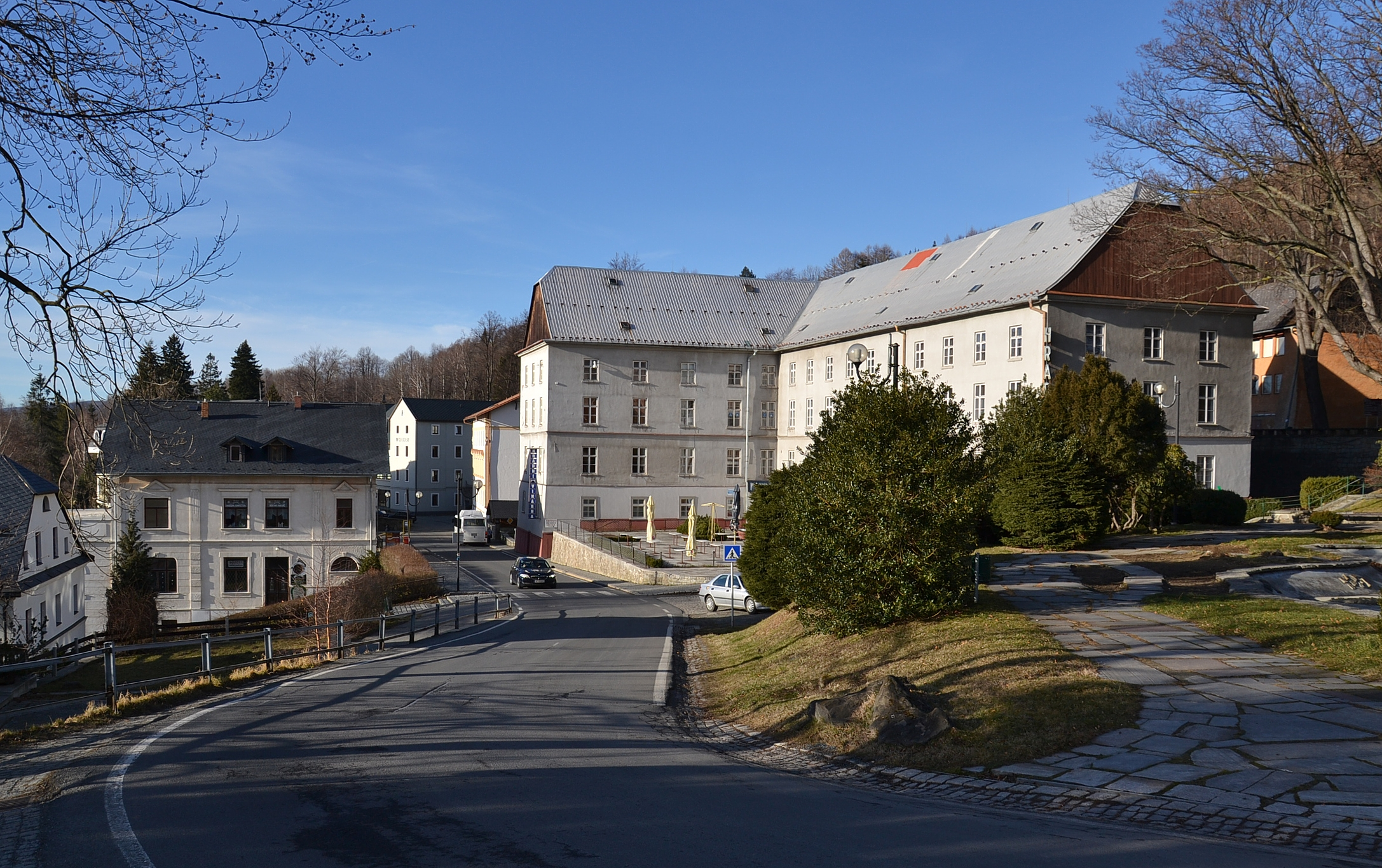
Hôtel à Lázně Jeseník.
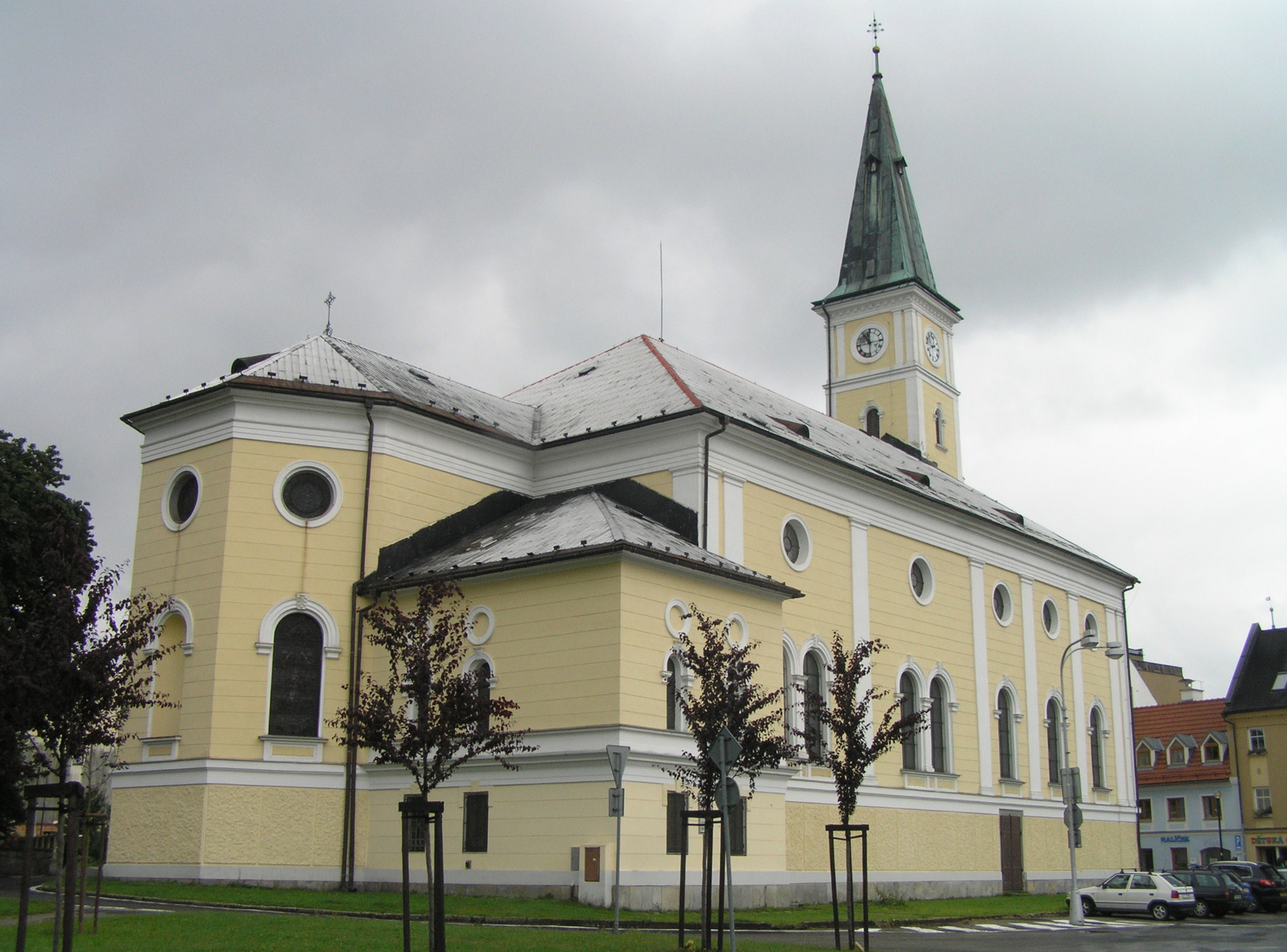
Église de l'Assomption.

## Population
Recensements ou estimations de la population de la commune dans ses limites actuelles :
| 1869* | 1880* | 1890* | 1900* | 1910* | 1921* | 1930*  |
| ----- | ----- | ----- | ----- | ----- | ----- | ------ |
| 7 149 | 7 799 | 8 435 | 8 718 | 9 242 | 8 956 | 10 584 |

| 1950* | 1961* | 1970* | 1980*  | 1991*  | 2001*  | 2011*  |
| ----- | ----- | ----- | ------ | ------ | ------ | ------ |
| 8 583 | 8 914 | 9 957 | 12 342 | 13 039 | 12 700 | 11 465 |

| 2014   | 2015   | 2016   | 2017   | 2018   | 2019   | 2020   |
| ------ | ------ | ------ | ------ | ------ | ------ | ------ |
| 11 579 | 11 524 | 11 471 | 11 396 | 11 271 | 11 192 | 11 081 |

| 2021*  | 2022   | 2023   | 2024   | 2025   | - | - |
| ------ | ------ | ------ | ------ | ------ | - | - |
| 10 543 | 10 658 | 10 665 | 10 619 | 10 456 | - | - |

## Économie
- Thermalisme

## Personnalités
- Vincenz Priessnitz (1799-1851), inventeur de l'hydrothérapie ;
- Edmund Weiss (1837-1917), astronome ;
- Károly Khuen-Héderváry (1849-1918), homme politique ;
- Diether Kunerth (1940-2024), sculpteur et peintre ;
- Johannes Stüttgen (né en 1945), artiste et auteur ;
- Anastasia Pustovoitova (née en 1981), footballeuse ;
- Loukás Mavrokefalídis (né en 1984), joueur de basket-ball ;
- Romana Labounková (née en 1989), coureuse cycliste.

## Jumelages
La ville de Jeseník est jumelée avec :
- Bojnice (Slovaquie)
- Głuchołazy (Pologne)
- Moree (Australie)
- Neubourg sur le Danube (Allemagne)
- Nysa (Pologne)
- Prague 1 (Tchéquie)